# Nasty Boys (Reds de Cincinnati)
Pour les articles homonymes, voir Nasty Boys.

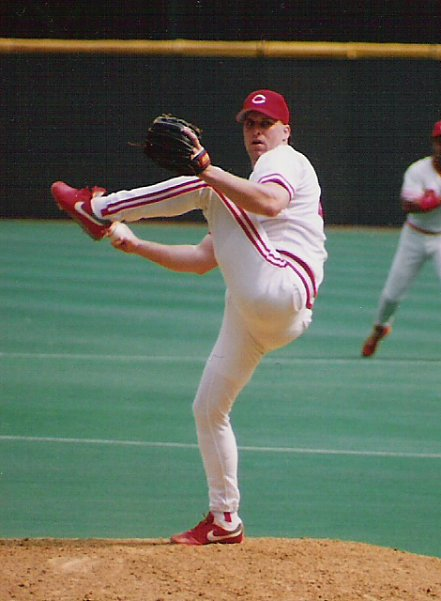
Rob Dibble, l'un des Nasty Boys des Reds de Cincinnati.

Les Nasty Boys est un surnom sportif qui réfère à un trio de lanceurs de relève des Reds de Cincinnati au début des années 1990.
Composés de Randy Myers, Rob Dibble et Norm Charlton, les Nasty Boys contribuèrent à mener les Reds à la conquête de la Série mondiale en 1990. Ils doivent leur sobriquet à leur efficacité au monticule ainsi qu'à leur agressivité, n'hésitant pas à défier les frappeurs avec des balles rapides à l'intérieur.
Au cours de la saison 1990, les trois lanceurs totalisèrent 44 parties sauvegardées, soit Myers avec 31, Dibble avec 11 et Charlton avec 2. De plus, ils retirèrent à eux trois 351 frappeurs sur des prises, bien que plusieurs des 117 retraits de Charlton furent enregistrés comme lanceur partant avant d'être muté à l'enclos de relève en cours de saison.
En Série de championnat de la Ligue nationale en 1990, Dibble et Myers furent conjointement nommés joueurs par excellence de la série contre les Pirates de Pittsburgh. Au cours des quatre matchs de la Série mondiale, les trois lanceurs des Nasty Boys blanchirent l'adversaire durant 8 manches et deux tiers, ne permettant que six coups sûrs. Dibble fut le lanceur gagnant dans le match #2 et Myers protégea la victoire finale qui permit aux Reds, pourtant négligés, de ravir le titre aux A's d'Oakland. 
Selon Rob Dibble, les Nasty Boys étaient en fait cinq (incluant les autres releveurs de l'équipe, Tim Layana et Tim Birtsas), mais l'histoire se souvient d'eux en tant que trio.